# Frederick William Cadogan
Frederick William Cadogan (16 décembre 1821 - 30 novembre 1904) est un avocat britannique et un homme politique libéral.

## Biographie
Il est le quatrième fils de George Cadogan (3e comte Cadogan) et de son épouse Honoria Louisa Blake, fille de Joseph Blake et sœur de Joseph Blake (1er baron Wallscourt). Cadogan fait ses études à la Westminster School puis au Oriel College d'Oxford. Il est admis au barreau par l'Inner Temple en 1847 et pratique dans le Northern Circuit.
Après avoir s'être présenté sans succès à Bridgnorth en 1852 et Stafford cinq ans plus tard Cadogan entre à la Chambre des communes britannique en 1868, siégeant en tant que député pour Cricklade jusqu'en 1874. Il est lieutenant adjoint de Middlesex et représente le même comté ainsi que Westminster en tant que juge de paix.
Le 29 novembre 1851, Cadogan épouse Adelaide Paget, fille d'Henry Paget, 1er marquis d'Anglesey. Ils ont trois filles et un fils.